# (19255) 1994 VK8
1994 في كي 8 (ويعرف أيضًا باسم (19255) 1994 في كي 8 وفق تسمية الكوكب الصغير) (بالإنجليزية: 1994 VK8)‏ هو كويكب ضمن حزام الكويكبات؛ وترتيبه 19255 من حيث الاكتشاف.
اكتُشف هذا الجُرم الفلكي بواسطة Alan Fitzsimmons ‏ في 8 نوفمبر 1994.

## وصلات خارجية
- (19255) 1994 VK8 في قاعدة بيانات مختبر الدفع النفاث لأجرام النظام الشمسي الصغيرة

- الاكتشاف · مخطط المدار ·  العناصر المدارية · المعلمات المادية

- (19255) 1994 VK8 على موقع ويكي سكاي: DSS2, SDSS, GALEX, IRAS, Hydrogen α, X-Ray, Astrophoto, Sky Map, Articles and images